# Hoch Horefellistock
Hoch Horefellistock är en bergstopp i Schweiz.   Den ligger i kantonen Uri, i den centrala delen av landet, 80 km öster om huvudstaden Bern. Toppen på Hoch Horefellistock är 3 175 meter över havet, eller 143 meter över den omgivande terrängen. Bredden vid basen är 0,82 km.
Terrängen runt Hoch Horefellistock är huvudsakligen mycket bergig. Runt Hoch Horefellistock är det glesbefolkat, med 9 invånare per kvadratkilometer.. Närmaste större samhälle är Engelberg, 17,5 km norr om Hoch Horefellistock. 
Trakten runt Hoch Horefellistock består i huvudsak av gräsmarker.